# Le crime ne paie pas (bande dessinée)
 (décembre 2021).
Pour les articles homonymes, voir Le crime ne paie pas.
Cet article concerne la bande dessinée de Paul Gordeaux. Pour le film du même nom, voir Le crime ne paie pas.
Le crime ne paie pas est une bande dessinée à format vertical, publiée dans le quotidien France-Soir des années 1950 aux années 1970, et qui relate des affaires criminelles qui ont réellement existé. Les textes sont de Paul Gordeaux et les dessins (en noir et blanc) ont été exécutés selon les époques par Jean Ache, Jean Bellus, Henry Blanc, Jean Lenoir, Louis Moles, Jean Effel, Jacques Pecnard, Louis Berings, Sennep, Jacques Grange, Jean Randier, Charles Popineau, William Marshall, ou encore Albert Uderzo, et bien d'autres artistes et dessinateurs de grand talent.

## Le format vertical
La première bande dessinée verticale a fait son apparition le 16 novembre 1949 ; jusqu'à cette date, les journaux n'avaient publié que des comics, des bandes dessinées disposées horizontalement.
Ayant vécu une bonne partie du demi-siècle, Paul Gordeaux proposa à Pierre Lazareff de raconter l'histoire du demi-siècle sous forme de bandes dessinées. Ils décidérent, pour innover, de choisir un format vertical en forme de pellicule cinématographique. Ainsi est née la bande dessinée verticale. Les illustrations sous les ordres de Gordeaux ont été exécutées par un jeune dessinateur alors peu connu : Jean Bellus.

## Le crime ne paie pas
À la Fresque du demi-siècle succéda Le crime ne paie pas en 1950. Cette bande dessinée, qui durera jusqu'en 1972, relate des affaires criminelles historiques. Les textes étaient écrits au jour le jour par Paul Gordeaux, qui a commandé des dessins à pratiquement tous les dessinateurs de cette époque. Les premiers épisodes seront exécutés par Jean Bellus qui sera suivi par Jean Reschofsky, Albert Uderzo, Jean Ache, Jean-Albert Carlotti, Jacques Grange, Jacques Taillefer, Louis Moles, Jean Randier, Charles Popineau, Jean Effel, Mant, Jacques Pecnard, Étienne Lage, Roger Chancel, Gorce, Francis Marshall et bien d’autres.
La première bande fut inaugurée par L'Affaire des poisons, puis par Le Courrier de Lyon. Quelques jours plus tard vinrent s'ajouter pour équilibrer la dernière page du journal Les Amours célèbres avec Juliette et Roméo. La préparation de chaque bande s'accompagne de recherches à la Bibliothèque nationale, de longues quêtes sur les quais pour dénicher quelques livres introuvables. Pour les affaires étrangères, les bureaux de France-Soir à Londres, à New York et dans le monde entier sont mis en état d'alerte. Des monceaux de documentation, sur les costumes, les armes, les véhicules, etc., ont été constitués pour les dessinateurs. Chaque image et chaque texte sont passés au crible, la moindre erreur est pourchassée. Les bandes dessinées verticales ont d'ailleurs un public pointilleux. Un lecteur écrivit un jour à Paul Gordeaux : « Vous parlez d'un fiacre dans un récit qui se passe au XVIIIe siècle ! Pourquoi pas un taxi ? » Réponse : « les fiacres datent du XVIIe siècle. Ils sont ainsi appelés parce que leurs remises étaient situés rue Saint Fiacre. »
Les histoires, au début, ne duraient que quelques jours, mais le record appartient à Napoléon et les Femmes dont la publication a duré 196 jours, presque deux fois plus que le second règne de l'Empereur.
Pour un seul récit, le Chef de bandes, Paul Gordeaux a cédé sa plume. Il s'agissait de « l'Affaire Landru ». À l'époque, un jeune reporter du Matin, Sam Cohen, avait suivi l'enquête, « L'Affaire Landru » a été écrite par un témoin de première main et dessinée par Louis Berings, reporter-dessinateur du Matin qui assista aux audiences du procès.
La série compta plus de 6 200 bandes quotidiennes qui décrivirent 300 affaires criminelles.
Paul Gordeaux faisait très attention de ne blesser personne. Quand il raconta « l’Affaire Pranzini » il fut pris de scrupule. L’appartement où l’assassin avait égorgé Madame de Montille, sa bonne et la fillette de celle-ci, existait encore rue Jean Mermoz. Les locataires actuels, en lisant France Soir, risquaient de perdre toute joie de vivre dans des murs d’aussi sinistre mémoire. Mais l’exactitude historique avant tout, la bande parut, avec l’adresse exacte. Le lendemain, Paul Gordeaux reçut une visite. C’était une dame ravie : « Vous m’avez appris que j’habite l’appartement de l’affaire Pranzini. Comme c’est amusant ! ».
En 1971, la série permit au peintre et dessinateur Jacques Pecnard d'obtenir le Prix des Illustrateurs de Presse.
Le président François Mitterrand, tard le soir, quand il monte dans son Mystère 20 pour regagner Paris, avoue qu’il aime pour se délasser, s’arrêter longuement sur les bandes dessinées de Paul Gordeaux, notamment Les Amours Célèbres, qui exercent sur lui un irrésistible attrait.

## Bandes publiées
Le Crime ne paie pas parut également sous forme de magazine vendu en supplément du Journal France-Soir, le quinze de chaque mois à compter du 15 avril 1953 et dont les titres les plus fameux sont les suivants :
- L'affaire Cadiou, images de Jean-Albert Carlotti ;
- Casque d'Or, images de Jacques Pecnard
- Jack l'éventreur, images de Roger de Valerio
- L'affaire Fualdès, images de Curry
- L'auberge sanglante de Peyrebeille, images de Jean Bellus
- Le drame de Villennes, images de Jacques Grange
- Mata Hari, images de Louis Moles
- Dumollard, l'assassin des bonnes
- Le rapt de la Joconde
- Jud et Muller
- L'impensable John Lee
- La belle Cathy Desmares
- Pranzini, images de Jacques Grange
- Carrara, images de Roger Chancel
- Le Courrier de Lyon, images de Jean Ache
- Belle Gunness, images de Michel Wright
- Le Capitaine de Koepenick, images de Jean Bellus
- Troppmann, images de Roger Chancel
- Franck Mills, l'assassin aux alibis indiscutables, images de Victor Laville
- Le double crime d'Agra, images de Fabien Fabiano
- Monsieur Lacenaire, le poète assassin, images de Mixi-Bérel
- Sophie Dawes et l'étrange fin du dernier des Condés, images de Louis Moles
- La bande à Bonnot, images de Roger Chancel
- Thérèse Humbert, images de Jean Bellus
- G.J.Smith, l'assassin aux baignoires, images d'Etienne Lage
- Le drame de Bologne (l'affaire Bonmartini-Murri), images de Jean-Albert Carlotti
- Raspoutine, images de Jean-Albert Carlotti
- L'assassinat d'Eugénie Fougère, images de Fabien Fabiano
- Le crime de Vouziers, images de Curry
- L'énigme du pont d'Andert, images de Jacques Lechantre
- L'affaire des poisons, La Brinvilliers, images de Jean Ache
- La malle à Gouffé, images de Regino Bernad
- Anastay, le Lieutenant assassin, images de Mixi-Bérel
- Le docteur Crippen et Belle Elmore, images de Jacques Grange
- Bellacoscia, Le bandit corse, images de Jean-Albert Carlotti
- Avinain, images de Curry
- Jeanne Lorette, la meurtrière aux cheveux d'or, images de Mant
- Soufflard, Lesage & Cie ou les vrais mystères de Paris, images de Julien Pavil
- Les "Chauffeurs", Moneuse, la terreur du Hainaut, images de Jean Bellus
- L'affaire Landru, récit de Sam Cohen, images de Louis Berings
- Ravachol, images de Louis Berings
- Mademoiselle Docteur, images de Louis Berings
- Soleilland, images de Louis Berings
- La dernière guillotinée de la IIIe République, images de Louis Berings

## Filmographie
- En 1962, Gérard Oury réalise un film à sketches, Le crime ne paie pas, à partir des bandes dessinées de Paul Gordeaux.